# Андрущенко Кость Кіндратович
Ќость Кіндра́тович Андру́щенко (25 грудня 1883 — після 1948) — український громадський та політичний діяч на Далекому Сході.

## Біографія
Народився в Києві в родині козака, відставного унтер-офіцера. 1904 закінчив 1-е Київське комерційне училище. 1905 року вступив до Східного (Орієнтального) інституту у Владивостоці, де навчався з перервами до 1915 року. Закінчив повний курс на китайсько-монгольському відділенні.
1907—1909 — голова Владивостоцького студентського товариства українців — першої офіційно зареєстрованої української організації на Далекому Сході. З березня 1917 — прапорщик, член тимчасового організаційного бюро зі створення Владивостоцької української громади.
У квітні 1917 обраний від Громади до Владивостоцької ради робітничих та військових депутатів; від липня 1917 — старший офіцер артилерійського полку, голова військової секції Громади, командир 1-ї Української роти, член Української партії соціалістів-революціонерів. 1918 — редактор газети «Приморская жизнь», член військової комісії IV Українського далекосхідного з'їзду в жовтні 1918. 1920 — секретар товариства «Владивостоцька українська хата».
Після встановлення на Далекому Сході радянської влади в 1922 році виїхав до міста Харбіна в Маньчжурії, де працював викладачем у гімназії. Брав активну участь в українському громадському житті Харбіна: член ради товариства «Просвіта», з 1933 року заступник голови української вчительської спілки; член товариства прихильників літератури, науки, мистецтва при Українській національній громаді, один з організаторів українського шкільництва з 1934; з лютого 1934 — голова Ради української національної громади.
Заарештований у 1948 році за звинуваченням у шпигунстві та контрреволюційній діяльності. Засуджений до 25 років позбавлення волі, відбував покарання у місті Губасі Пермської області. Подальша доля невідома.